# Бен Дейвіс (футболіст, 1993)
Бен Дейвіс (англ. Ben Davies, нар. 24 квітня 1993, Ніт, Вельс) — валлійський футболіст, захисник клубу «Тоттенгем Готспур» та національної збірної Уельсу.

## Клубна кар'єра
Розпочав займатись футболом 2000 року в академії клубу «Свонсі Сіті», але вже наступного року він і його сім'я переїхала до Данії у місто Віборг після того, як його батько отримав там пропозицію по роботі. Сім'я провела три роки в Данії, протягом яких Дейвіс грав в академії місцевого однойменного клубу «Віборг». 2004 року родина повернулась на батьківщину і Дейвіс знову повернувся в академію «Свонсі Сіті», з яким пройшов усі наступні вікові щаблі команди.

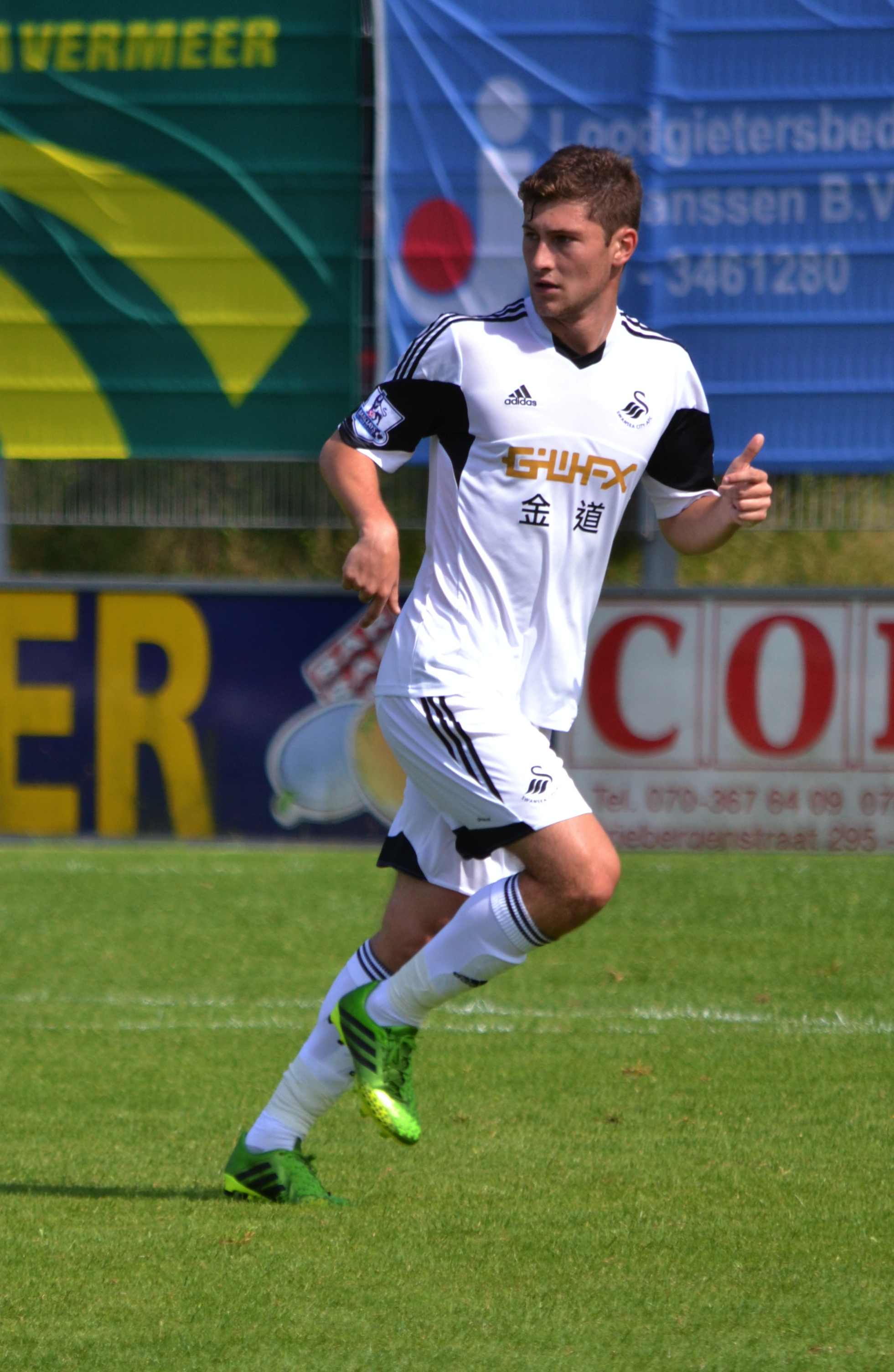
Бен Дейвіс під час виступів за «Свонсі Сіті». 10 липня 2013

Перед початком сезону 2012/13 Дейвіс підписав з клубом дворічний контракт і в основному складі «лебедів» дебютував 25 серпня 2012 року в грі проти «Вест Гем Юнайтед» (3:0), замінивши на 84 хвилині Ніла Тейлора. З того часу Дейвіс став основним лівим захисником команди. 23 листопада валлієць підписав з «джекс» новий контракт терміном на 3,5 роки. 19 січня 2013 року Дейвіс забив свій перший гол за клуб, вразивши ворота «Сток Сіті» (3:1), таким чином у віці 19 років і 270 днів він став наймолодшим автором забитого голу в футболці «Свонсі» в Прем'єр-лізі. У наступному місяці Бен допоміг своїй команді виграти перший в її історії англійський трофей, зігравши в тому числі й в переможному фіналі Кубка Футбольної ліги.
23 липня 2014 року Дейвіс за неназвану плату перейшов у «Тоттенгем Готспур», підписавши контракт на п'ять років. Він перейшов до лондонської команди разом з партнером по «Свонсі» Мішелем Вормом, а у зворотному напрямку вирушив Гілфі Сігурдссон. Дейвіс дебютував в Прем'єр-лізі за «Тоттенгем», вийшовши на заміну в матчі проти «Ліверпуля» (0:3). Відтоді встиг відіграти за лондонський клуб 31 матч в національному чемпіонаті.

## Виступи за збірні
2011 року дебютував у складі юнацької збірної Уельсу, взяв участь у 3 іграх на юнацькому рівні.
12 жовтня 2012 року дебютував в офіційних матчах у складі національної збірної Уельсу у грі відбору на чемпіонат світу 2014 року проти збірної Шотландії (2:1). 
У травні 2016 року був включений до заявки національної команди для участі у фінальній частині чемпіонату Європи у Франції.
Наразі провів у формі головної команди країни 20 матчів.

## Досягнення
- Володар Кубка англійської ліги:

«Свонсі Сіті»: 2012–13
- Переможець Ліги Європи УЄФА:

«Тоттенгем Готспур»: 2024-25